# Psammetich II.
Psammetich II., griechisch Psammetichos, († 9. Februar 589 v. Chr.) war ein ägyptischer Pharao (Regierungszeit: 595–9. Februar 589 v. Chr.). Er war der dritte Pharao der 26. Dynastie (Saïten-Dynastie) und der Sohn des Pharao Necho II.

## Herrschaft
Obwohl er mit sechs Jahren eine recht kurze Regierungszeit hatte, hinterließ er in der Form von Denkmälern viele, über ganz Ägypten verstreute Spuren. Kennzeichnend für seine Herrschaft war die militärische Stärkung Ägyptens durch den Ausbau des Heeres und der Hochseeflotte. Seine Gemahlin und Mutter des Thronfolgers war Tachuit.

### Außenpolitik
592 v. Chr. führte er einen Feldzug gegen Nubien, wobei er bis zum 3. Katarakt des Nils vordrang. Sein Heer bestand dabei zu einem Großteil aus griechischen Söldnern, die von einem Feldherrn namens Potasimto angeführt wurden. Die einheimischen Soldaten wurden von Amasis befehligt. Dieser Feldzug ist einer der ersten Präventivschläge der Kriegsgeschichte, der das Ziel hatte, Nubien so sehr zu schwächen, dass es zu keinem Angriff auf Ägypten mehr fähig sein sollte. Dieses Ziel erreichte Psammetich II. durch die Plünderung und Zerstörung nubischer Städte. Gleichzeitig ließ er alle Namen von Pharaonen der nubischen 25. Dynastie, sowie den Namen seines Vaters Necho II. in seinem Einflussbereich tilgen (siehe dazu Damnatio memoriae). Die Südgrenze des ägyptischen Reiches wurde unter Psammetich II. am 1. Katarakt festgelegt.

#### Bedeutung der Außenpolitik
Die ältere, von Friedrich Karl Kienitz vertretene Auffassung besagt, dass Psammetich II. auf einen Ausgleich mit dem neubabylonischen Reich hinstrebte. Dafür spricht, dass er im Jahr 591 v. Chr. eine Reise in Richtung Palästina und Phönizien unternahm. Diese war, da eine große Anzahl von Priestern daran beteiligt war, offenbar eine Wallfahrt. Kienitz sieht den Zweck dieser Reise in einer Verbesserung der Beziehungen zum neubabylonischen Reich.
Thomas Schneider und andere vermuten hingegen, dass Psammetich die oben genannte Reise dazu benutzt hat, um den judäischen König zu einer Revolte gegen die Babylonier zu bewegen. Seine Außenpolitik wäre dann als expansionistisch zu bezeichnen und mit der seines Nachfolgers Apries vergleichbar. Dieses Argument stützt sich vor allem auf die Tatsache, dass das neubabylonische Reich durch den lydisch-medischen Krieg bedroht wurde, der erst 585 v. Chr. beendet werden konnte.

## Tod und Nachfolge
Psammetich II. starb in seinem 6. Regierungsjahr am 23. Achet I (9. Februarjul.) 589 v. Chr. an einer Krankheit. Nachfolger wurde sein Sohn Apries.